# Tyôzaburô Tanaka
Tyôzaburô Tanaka (Osaka, 3 de novembro de 1885 – 1976) foi um botânico japonês.

## Biografia
Tyôzaburô Tanaka estudou na Escola de Agronomia de Tóquio, onde obteve o diploma em 1910. Dirigiu o Departamento de Agronomia da Universidade de Tóquio em 1932.
Em 1923 foi durante um breve período de tempo convidado para o Herbário de Buitenzorg.
Tanaka esteve em Taipei (então chamada Taihoku) como professor de Horticultura tropical e de Botânica na Universidade de Taipei desde 1928.
Foi até 1934 o diretor da Biblioteca. Havia herdado uma grande herança de seu pai, com a qual acumulou uma coleção pessoal de 3326 livros, muitos deles relacionados com o cultivo de cítricos, sua área de especialização.
No início de 1938 esteve como professor convidado nas Filipinas, fazendo neste tempo várias viagens de coleta de espécimens vegetais para herbários. Também coletou em Java e na península malaia.